# Василиск Сибирский
Василиск Сибирский (Тури́нский, в миру Васи́лий Гаври́лович Гаври́лов; ок. 1740, деревня Иванищи близ Калязина — 29 декабря 1824 [10 января 1825], Туринский Свято-Николаевский монастырь) — сибирский пустынножитель, преподобный Русской православной церкви (канонизирован в 2004 году). Память совершается (по юлианскому календарю): 29 декабря, 10 июня (Собор Сибирских святых) и в последнее воскресение августа (Собор Кемеровских святых).

## Жизнеописание
Родился в семье экономических крестьян Тверской губернии. Рано потерял мать, отец привёл в дом мачеху для Василия и трёх его старших братьев. Семья жила бедно и ребёнком Василия отправляли просить милостыню. На молодого Василия произвели впечатления проповеди тверского епископа Гавриила (Петрова), которые он слышал в Макариевом калязинском монастыре. Склонный к аскетизму Василиск, хотя и женился, но под предлогом ухода на заработки трудился в различных монастырях, а около 1777 года он оставил семью и пришёл в Островскую пустынь к ученику Паисия Величковского иеромонаху Клеопе, который благословил его на пустынножительство.
Вначале Василий жил вместе со своим старшим братом Косьмой, который также имел склонность к аскетизму (носил власяницу из конского волоса и вериги), а затем с двумя пустынниками Павлом и Иоанном ушёл в леса Чувашии. После их смерти пришёл к старцу Площанского монастыря иеромонаху Адриану (Блинскому), жившему пустынником в Брянских лесах. Адриан постриг Василия в монахи и нарёк ему имя Василиск. Вокруг Адриана была небольшая община пустынников, там Василиск познакомился со своим учеником и преподобным Зосимой (Верховским). В 1788 году Адриан перешёл в Коневецкий монастырь, следом за ним пришли на Коневец Василиск и Зосима, поселившиеся в трёх верстах от монастыря.
В 1799 году наставник Василиска и Зосимы старец Адриан решил принять постриг в великую схиму и для этого уехал из Коневецкого монастыря в московский Симонов монастырь. Прощаясь с учениками, он благословил Василиска и Зосиму на пустынножительство в Сибири, но их больше привлекал Афон. Трижды они пытались отправиться на Святую гору, но каждый раз это начинание у них не получалось. Друзья отправились в Киев, где с разрешения митрополита два месяца жили в Киево-Печерской лавре, а затем отправились в Крым и позднее в Моздок. По причине набегов горцев их под конвоем доставили оттуда в Таганрог, из которого они перебрались в Астрахань, где решили исполнить благословения старца Адриана и, купив лошадь, отправились в Сибирь. Осенью 1800 года они достигли Тобольска, где архиепископ Варлаам (Петров) дал Василиску и Зосиме разрешение поселиться на территории его епархии. Около года они странствовали по сибирским уездам, выбирая место для будущей пустыни, и в 1802 году поселились в лесах Кузнецкого уезда. В тайге в сорока верстах от ближайшей деревни они выкопали землянку, договорившись с одним из крестьян, что тот будет приносить им еду. Весной они решили выйти из тайги, но заблудились и провели в лесу около двух недель.

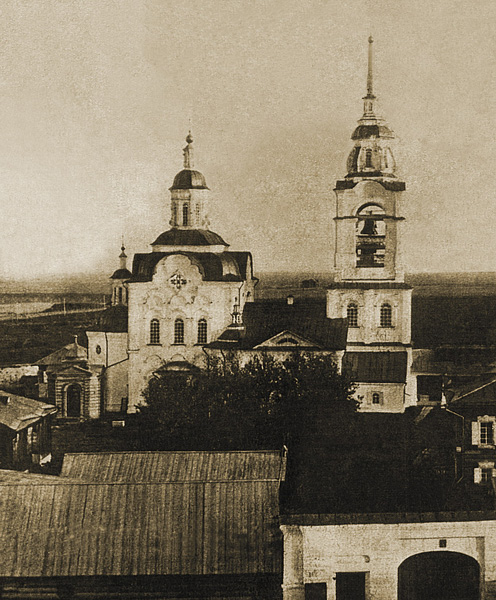
Николаевский монастырь Туринска. Слева у алтаря храма видна часовня над могилой Василиска

Выйдя из тайги, они решили остаться в Кузнецком уезде и выбрали себе место у реки Средняя Терсь в пятидесяти верстах от Кузнецка. Местные крестьяне срубили им две кельи, монахи разбили огород, занимались рукоделием. Раз в год их посещал священник со Святыми Дарами. Вокруг пустынников образовалась небольшая община подвижников, в числе её был ученик святого Василиска праведный Пётр Томский.
В 1818 году по просьбе кузнецкой мещанки Анисьи Котоховой Василиск стал духовником образованной ею монашеской общины в одной из деревень на реке Томь. Видя неудобство существования монашеской общины в миру, Василиск в 1821 году направил Зосиму к тобольскому архиепископу Амвросию (Келембету) с просьбой разрешить открыть женский монастырь в Туринске на месте упразднённого в 1764 году мужского монастыря. Разрешение было получено, и в 1822 году был открыт туринский Свято-Николаевский монастырь, где Василиск нёс до своей смерти послушание старца.
Скончался Василиск 29 декабря 1824 года, 4 января 1825 года был погребён у алтаря Вознесенского собора основанного им монастыря. В 1913 году над могилой была возведена часовня. После революции 1917 года монастырь был закрыт, а его постройки разрушены. Мощи Василиска были обретены в 2000 году и находятся в Спасском храме Ново-Тихвинского женского монастыря в Екатеринбурге. 11 января 2004 года состоялось его канонизация в лике преподобных местночтимых святых Екатеринбургской епархии, а 4 октября того же года Архиерейским собором Русской православной церкви было утверждено всецерковное прославление преподобных старцев Зосимы и Василиска.
В Туринском краеведческом музее хранится посмертный портрет преподобного Василиска.